# Controversia sobre el nombre y el tomahawk de los Bravos de Atlanta

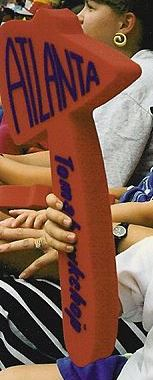
Un hacha de espuma

La controversia sobre el nombre y el logo del tomahawk de los Bravos de Atlanta involucra el nombre, el saludo y el logo del tomahawk de los Atlanta Braves, una franquicia perteneciente a la Major League Baseball (MLB) estadounidense. Los nativos americanos han estado cuestionando el uso del nombre desde la década de 1970. Los argumentos de los nativos americanos al uso de los símbolos recibieron mucha atención durante la década de 1990, hasta 2020. Los Bravos de Atlanta y sus fanáticos continúan con su apoyo abrumador al nombre del equipo y al saludo del corte. 

## Historia

### Jefe Noc-A-Homa

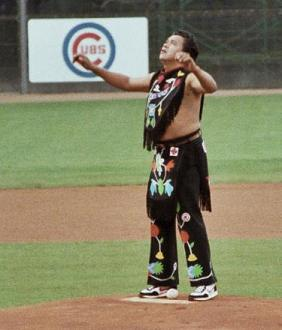
El Jefe subiendo al montículo

En 1972, Russell Means presentó una demanda de 9 millones de dólares contra los Indios de Cleveland por el uso del " Jefe Wahoo ". Means también se opuso al uso del Jefe Noc-A-Homa, otra mascota usada por los Bravos.  Means dijo: "¿Qué pasaría si fueran los alemanes de Atlanta y después de cada jonrón, un alemán vestido con uniforme militar comenzara a golpear a un judío en la cabeza con un bate de béisbol?"  Means no sabía que el Jefe Noc-A-Homa fue interpretado por un nativo americano, Levi Walker.  Durante una semana, la polémica se desató.  Walker participó en programas de radio para defender a Noc-A-Homa. Dijo: "Creo que los indios pueden estar orgullosos de que sus nombres se utilicen en equipos deportivos profesionales".  Al final, Noc-A-Homa sobrevivió a la controversia. 

### Corte Tomahawk
El saludo "corte tomahawk" se originó en el estado de Florida y fue adoptado por los fanáticos de los Bravos de Atlanta en 1991. Carolyn King, organista de los Bravos, afirmó que ella no estaba influenciada por el estado de Florida. Ella había tocado la "canción del tomahawk" durante la mayoría de los turnos al bate durante algunas temporadas, pero finalmente se hizo popular entre los fanáticos de los Bravos cuando el equipo comenzó a ganar. El uso de hachas de guerra de espuma generó críticas por parte de grupos de nativos americanos que las consideraron "degradantes" y pidieron que se prohibieran. En respuesta, el director de relaciones públicas de los Bravos dijo que era "una expresión orgullosa de unificación y familia". King, que no entendía las ramificaciones políticas, se acercó a uno de los jefes nativos americanos que estaban protestando.  El jefe le dijo que dejar su trabajo como organista no cambiaría nada y que si se iba "buscarán a alguien más para tocar".
Los tomahawks de espuma fueron creados por primera vez por el vendedor de espuma Paul Braddy en 1991 para los Bravos, luego de que adoptaran el tomahawk chop. Al escuchar a Skip Caray decir durante una transmisión de radio de un juego de los Atlanta Braves que necesitaban hachas de guerra para acompañar la celebración del corte de hacha recién adquirido, Braddy se acercó al gerente de concesiones de los Bravos, John Eifert, con una sugerencia de un hacha de guerra de gomaespuma. Eifert estuvo de acuerdo, siempre que costaran alrededor de $5, a lo que Braddy talló un hacha de espuma con un cuchillo eléctrico. Los tomahawks de espuma se hicieron muy populares entre los fanáticos de los Bravos en el Atlanta–Fulton County Stadium. Tanto es así, que Braddy pudo dejar su trabajo de vendedor que ganaba 60,000 dólares al año para fabricar hachas de espuma a tiempo completo y pudo crear 8,000 por día.
La controversia ha persistido desde entonces y volvió a ser noticia nacional durante la Serie Divisional de la Liga Nacional 2019. Durante la serie, St. Louis Cardinals al lanzador de relevo y miembro de la Nación Cheroqui Ryan Helsley se le preguntó sobre el corte y el cántico. Helsley dijo que encontraba insultantes los cánticos y los movimientos de los brazos de los fanáticos y que el corte representa a los nativos "en este tipo de personas cavernícolas que no son intelectuales". Los comentarios del lanzador de relevo provocaron la Los Bravos dejarán de repartir tomahawks de espuma, tocar música de corte o mostrar el gráfico de corte cuando la serie regrese a Atlanta para el Juego 5. Los Bravos emitieron un comunicado, diciendo que "continuarían evaluando cómo activamos elementos de nuestra marca, así como la experiencia general del juego" y que continuarían un "diálogo con los miembros de la comunidad nativa americana después de que concluya la postemporada". Los jefes de la Nación Muscogee (Creek) y la Nación Cheroqui (naciones tribales cuyas tierras ancestrales incluyen Atlanta o Georgia) condenaron el corte y el canto.

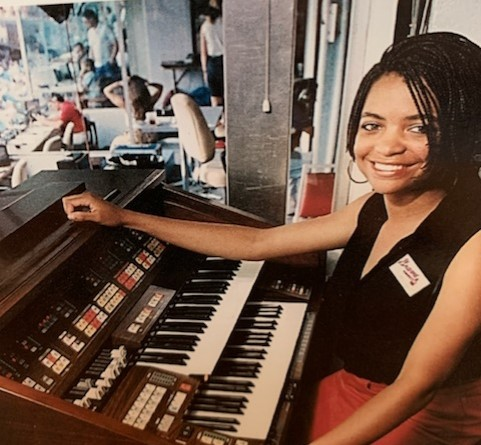
A la organista de los Bravos, Carolyn King, se le atribuye el origen de la canción Tomahawk en 1991.

Durante la temporada baja, los Bravos se reunieron con el Congreso Nacional de Indígenas Estadounidenses para comenzar a discutir un camino a seguir. Por 18 meses  Durante dieciocho meses después del incidente de la NLDS de 2019, el presidente y director ejecutivo de los Bravos, Derek Schiller, se negó a revelar su posición en el corte. Cuando los Bravos jugaron su primer partido en casa con fanáticos, el club alentó a los fanáticos a cantar y cortar. El comisionado de Béisbol Rob Manfred opinó durante la Serie Mundial de 2021, "Es importante entender que tenemos treinta mercados en todo el país. No todos son iguales. Los Bravos han hecho un trabajo fenomenal con la comunidad nativa americana". Apoyó la posición de los Bravos sobre el asunto porque la comunidad nativa americana en el área de Atlanta "apoya totalmente el programa de los Bravos, incluido el corte. Para mí, ese es el final de la historia".
Manfred no proporcionó pruebas de sus declaraciones, y sus afirmaciones fueron criticadas por los nativos por considerarlas infundadas y mal informadas.
Richard Sneed, el jefe principal de la Banda Oriental de Indios Cherokee, también declaró que él personalmente no se siente ofendido por el nombre de Bravos o el corte de hacha, pero dice que el canto es "tonto", y agregó: "Yo Les dije, hombre, eso es como el spaghetti western de los años 40 y 50". Sneed dijo que respeta la opinión de quienes se oponen a la moción de nombre y corte. "Siempre lo tomé como, desde que era niño o adolescente, que era un reconocimiento del espíritu guerrero de los nativos americanos y su fuerza, etc.", dijo Sneed. "Para mí, lo único que es despectivo son los Redskins". Antes de la Serie Mundial de 2021, citando las tasas desproporcionadas de pobreza, agresión sexual y uso de sustancias que enfrentan los nativos americanos, Sneed dijo: "Hay enormes problemas que enfrenta el país indio, y me siento un poco frustrado cuando parece que lo único que indigna a la gente es que alguien mueva el brazo en un partido de béisbol". Añadió: "Me han preguntado anteriormente: '¿Te ofende el hacha de guerra en el uniforme?' ¿Por qué? Un hacha de guerra es un objeto inanimado. ¿Por qué me ofendería?" Aun así, la Banda de Indios Cherokee del Este y la organización Bravos se han embarcado en esfuerzos para ser más apropiados culturalmente. e integrar partes del idioma y la cultura Cherokee en las actividades, el estadio y la mercancía del equipo.

### Nombre del equipo y marca

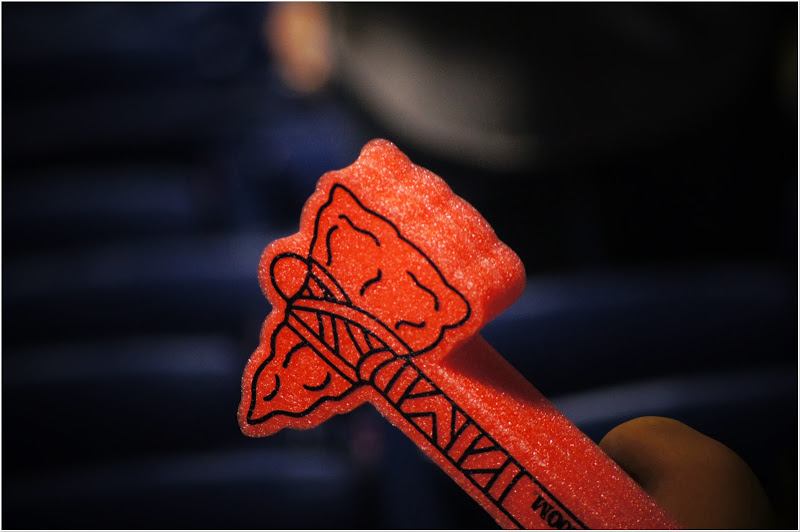
Un hombre en un juego de los Bravos de Atlanta sostiene un hacha de guerra de los Bravos.

En invierno de 2013, el equipo fue criticado por usar el logo de la cabeza de un nativo americano en sus gorras de entrenamiento de primavera. Después de dos meses de controversia, los Bravos reemplazaron la gorra con un diseño diferente que no presentaba la antigua mascota nativa americana. En julio de 2020, después de que los Washington Redskins y los Cleveland Indians anunciaran que estaban revaluando sus mascotas nativas americanas, la atención se centró en el nombre del equipo de los Atlanta Braves. Los Bravos emitieron un comunicado, anunciando que las discusiones aún estaban en curso sobre el corte, pero que el nombre del equipo no sería cambiado.
En una entrevista, el presidente de los Bravos, Terry McGuirk, dijo: "Estamos muy orgullosos del nombre de nuestro equipo y nuestra expectativa es que siempre seremos los Bravos de Atlanta".
En julio de 2020, Richard Sneed emitió una declaración sobre las conversaciones de la tribu con los Bravos. La declaración decía que la EBCI creía "que las conversaciones sinceras y reflexivas son cruciales para educar a los líderes y lograr un cambio positivo". La declaración de la EBCI también aplaudió "la voluntad de los Bravos de participar en este esfuerzo y buscar Esperamos continuar construyendo la relación que la EBCI comparte con ellos, para presentar un modelo de cómo otros equipos deportivos profesionales pueden trabajar con las naciones nativas de una manera respetuosa y constructiva". Antes de la Serie Mundial  de 2021 , el NCAI criticó la defensa de la mascota y el "corte" por parte del comisionado de la MLB, Manfred, y el presidente del NCAI, Fawn Sharp, reiteró el punto de vista de los nativos americanos de que cualquier representación caricaturesca es dañina.